# 琴谱正律
《琴譜正律》，古琴譜，清道光十九年，王雩門撰。

## 琴譜介紹
山東自從孔興誘纂刊《琴苑心傳》之後，二百年來在清代不但未見有其他琴譜出現，甚至沒有著名的彈琴家。直到道光十九年才出了個諸城的王雩門，寫了這一部《琴譜正律》，也祗是稿本，而未刊行。而且這一稿本，還是新中國成立後，爲研究諸城三王收集得來的。
此書計有：一、凡例；二、普通琴論十七則；三、左右手指法。此外即琴曲，共十三譜。從未見過的《長門怨》即在其中。指法有異點，但對於搯撮三聲的註釋不詳，需要用他的弟子王賓魯的釋文校正（見《梅庵琴譜》）。